# Janne Da Arc MAJOR DEBUT 10th ANNIVERSARY COMPLETE BOX
『Janne Da Arc MAJOR DEBUT 10th ANNIVERSARY COMPLETE BOX』（ジャンヌダルクメジャーデビューテンスアニバーサリーコンプリートボックス）は、日本のロックバンドJanne Da Arcのボックス・セット。2009年5月19日発売。この発売日は、ちょうどメジャーデビューをした1999年5月19日にちなんでいる（そのため発売日は通常の水曜日でなく火曜日）。発売元はmotorod（avex）。

## 概要
- Janne Da Arcメジャーデビュー10周年を記念して、初回受注限定生産で発売された。メジャーデビュー後の6枚アルバムに加え、「RED ZONE」〜「HEAVEN/メビウス」までのシングルの全PVと、ヒストリー映像を収めた3枚のDVDで構成されている。『Janne Da Arc 10th Anniversary INDIES COMPLETE BOX』と同様にBOX仕様である。
- これまでCCCDとしてリリースされていた作品(『ANOTHER STORY』『ARCADIA』)については、CD-DAとして本作に収録された。
- 発売日は、ちょうどメジャーデビュー10周年の日だったので「Janne Da Arcが活動再開」という噂が挙がっていたが、再開しなかった。その後、2019年4月1日をもってJanne Da Arcは解散。結果的に本作がJanne Da Arc最後の作品となった。

## 収録曲
収録曲については各項を参照
- D・N・A
- Z-HARD
- GAIA
- ANOTHER STORY
- ARCADIA
- JOKER